# Billy Baum
Eric William « Billy » Baum, né le 17 novembre 1946, est un ancien joueur portoricain de basket-ball.

## Palmarès
- Finaliste des Jeux panaméricains de 1971